# Дорофій Дорошенко
Дорофій Дорошенко (р. н. та см. невід.) — український військовий діяч, козацький полковник, козацький наказний гетьман (1633). Син гетьмана України Михайла Дорошенка. Батько трьох синів-гетьманів Дорошенків: Петра; полковника Паволоцького, наказного гетьмана (1674) Андрія; наказного гетьмана 1668, пізніше Брацлавського полковника (1668—1664) Григорія Дорошенків.

## Життєпис
Разом з батьком брав участь у невдалому поході на Крим 1628 року.
Враховуючи заслуги батька — Михайла Дорошенка, король Речі Посполитої Ян ІІ Казимир за рішенням Сейму надав Дорофієві шляхетську гідність, що було необхідним для дітей, не народжених в шляхетських родинах. З 1650 року — полковник козацького війська.
Після Андрія Діденка був обраний наказним гетьманом 4 — 8 червня 1633 року.
Пізніше козацькі настрої змінилися — гетьманом став Яків Острянин.
Дружина — дівчина з роду Тарасенків. Мали синів Григорія, Петра, Андрія, Степана, Федора, доньку (ім'я невідоме).

## Пам'ять
У 2013 році при підтримці Музею гетьманства був створений «Гетьманський фонд Петра Дорошенка». Фонд здійснює дослідження діяльності гетьманів України Михайла та Петра Дорошенків, поширення інформації про них, дослідження родоводу Дорошенків.